# Andrej Kollár (hockey sur glace, 1999)
Pour les articles homonymes, voir Kollár.
Andrej Kollár (né le 4 novembre 1999 à Nitra en Slovaquie) est un joueur professionnel slovaque de hockey sur glace. Il évolue au poste de centre. Son père Andrej a également joué au niveau professionnel.

## Biographie

### Carrière en club
Formé au HK Nitra, il commence sa carrière dans l'Extraliga slovaque en 2018. En 2021, il signe au HC Kometa Brno dans l'Extraliga tchèque.

### Carrière internationale
Il représente la Slovaquie au niveau international. Il prend part aux sélections jeunes.

## Statistiques

### En club
| Saison    | Équipe                  | Ligue              |    | Saison régulière | Saison régulière | Saison régulière | Saison régulière | Saison régulière |   | Séries éliminatoires | Séries éliminatoires | Séries éliminatoires | Séries éliminatoires | Séries éliminatoires |
| Saison    | Équipe                  | Ligue              | PJ | B                | A                | Pts              | Pun              | PJ               | B | A                    | Pts                  | Pun                  |                      |                      |
| 2017-2018 | HK Nitra                | Extraliga slovaque | 8  | 0                | 0                | 0                | 2                | -                | - | -                    | -                    | -                    |                      |                      |
| 2018-2019 | HK Nitra                | Extraliga slovaque | 6  | 0                | 1                | 1                | 0                | -                | - | -                    | -                    | -                    |                      |                      |
| 2018-2019 | Slovaquie M20           | Extraliga slovaque | 24 | 6                | 5                | 11               | 4                | -                | - | -                    | -                    | -                    |                      |                      |
| 2018-2019 | Slovaquie M20           | 1.liga slovaque    | 11 | 3                | 5                | 8                | 2                | -                | - | -                    | -                    | -                    |                      |                      |
| 2018-2019 | Lumberjacks de Muskegon | USHL               | 19 | 3                | 5                | 8                | 6                | 2                | 0 | 0                    | 0                    | 0                    |                      |                      |
| 2019-2020 | HK Nitra                | Extraliga slovaque | 54 | 15               | 13               | 28               | 55               | -                | - | -                    | -                    | -                    |                      |                      |
| 2020-2021 | HK Nitra                | Extraliga slovaque | 49 | 14               | 19               | 33               | 10               | 5                | 1 | 0                    | 1                    | 0                    |                      |                      |
| 2021-2022 | HC Kometa Brno          | Extraliga tchèque  | 34 | 7                | 7                | 14               | 10               | 4                | 1 | 1                    | 2                    | 0                    |                      |                      |
| 2022-2023 | HC Kometa Brno          | Extraliga tchèque  | 48 | 8                | 12               | 20               | 6                | 9                | 0 | 1                    | 1                    | 4                    |                      |                      |

### En équipe nationale
| Année | Compétition                 |   | PJ | B | A | Pts | Pun | +/-            |  | Résultat |
| 2019  | Championnat du monde junior | 5 | 3  | 0 | 3 | 0   | -1  | Huitième place |  |          |
| 2022  | Championnat du monde        | 4 | 1  | 0 | 1 | 0   | +1  | Huitième place |  |          |